# Врангель, Пётр Николаевич
Барон Пётр Никола́евич Вра́нгель (15 [27] августа 1878, Новоалександровск, Ковенская губерния, Российская империя — 25 апреля 1928, Брюссель, Бельгия) — русский военный деятель, участник Русско-японской войны (1904—1905) и Первой мировой войны (1914—1918), генерал-майор Русской императорской армии (с 13 января 1917 года), один из главных руководителей Белого движения в годы Гражданской войны (1917—1922). Главнокомандующий Русской армией в Крыму и Польше (1920), а также генерал-лейтенант Добровольческой армии (с 28 ноября 1918 года).
В среде красноармейцев получил прозвище Чёрный Барон за свою традиционную (с сентября 1918 года) повседневную форму одежды — чёрную казачью черкеску с газырями.

## Биография

### Происхождение
Происходил из дома Тольсбург-Эллистфер рода Врангель — старинной дворянской семьи датского происхождения, которая ведёт свою родословную с начала XIII века. Девиз рода Врангелей был таков: «Frangas, non flectes» (с лат. — «Сломишь, но не согнёшь»).
Имя одного из предков Петра Николаевича значится в числе раненых на пятнадцатой стене Храма Христа Спасителя в Москве вместе с именами других русских офицеров, погибших и раненых во время Отечественной войны 1812 года. Дальний родственник Петра Врангеля — барон Александр Евстафьевич Врангель, пленивший имама Шамиля. Имя ещё более дальнего родственника Петра Николаевича — известного русского мореплавателя и полярного исследователя адмирала Фердинанда Петровича Врангеля — носит остров Врангеля в Северном Ледовитом океане, а также другие географические объекты в Северном Ледовитом и Тихом океанах.
Отец — барон Николай Егорович Врангель (1847—1923) — бывший военный, предприниматель, общественный деятель, писатель и известный собиратель антиквариата. Мать — Мария Дмитриевна Дементьева-Майкова (1856—1944) — Гражданскую войну прожила в Петрограде под своей фамилией. После того как Пётр Николаевич стал Главнокомандующим Вооружёнными силами Юга России, друзья помогли ей переехать в беженское общежитие, где она прописалась как «вдова Веронелли», однако на работу в советский музей продолжала ходить под своей настоящей фамилией. В конце октября 1920 года при помощи савинковцев друзья устроили ей побег в Финляндию.
Младший брат — Николай Николаевич Врангель (1880—1915) — историк искусства, сотрудник Эрмитажа, редактор журнала «Старые годы».
Троюродными братьями деда Петра Врангеля — Егора Ермолаевича (1803—1868) — являлись профессор Егор Васильевич и адмирал Василий Васильевич.
В октябре 1908 года женился на фрейлине, дочери камергера Высочайшего двора, Ольге Михайловне Иваненко, впоследствии родившей ему четверых детей: Елену (1909—1999), Петра (1911—1999), Наталью (1913—2013) и Алексея (1922—2005).
В 1896 году окончил Ростовское реальное училище, где учился в одном классе с будущим архитектором Михаилом Кондратьевым. В 1901 году окончил Горный институт в Санкт-Петербурге. Был по образованию инженером.
Поступил вольноопределяющимся в лейб-гвардии Конный полк в 1901 году, а в 1902 году, сдав экзамен при Николаевском кавалерийском училище, был произведён в корнеты гвардии с зачислением в запас. После этого покинул ряды армии и отправился в Иркутск на должность чиновника особых поручений при генерал-губернаторе.

### Светская жизнь
Был известен в качестве дирижёра на балах. Отличался танцевальными и организаторскими способностями. Высокий и стройный конногвардеец пользовался большим вниманием у дам. Как вспоминал о нём генерал Павел Николаевич Шатилов:
Это был любивший общество светский человек, прекраснейший танцор и дирижёр на балах и непременный участник офицерских товарищеских собраний. Уже в молодых годах он имел удивительную способность необычайно ярко, образно и кратко высказывать своё суждение по всевозможным вопросам. Это делало его чрезвычайно интересным собеседником.

### Участие в Русско-японской войне
После начала Русско-японской войны вновь поступил на военную службу, на сей раз — уже навсегда. Записался добровольцем в действующую армию и 6 февраля 1904 года был определён хорунжим во 2-й Верхнеудинский полк Забайкальского казачьего войска, но уже 27 февраля был переведён на службу во 2-й Аргунский казачий полк. В декабре 1904 года был произведён в сотники «за отличие в делах против японцев» и награждён орденами Святой Анны 4-й степени с надписью «за храбрость» и Святого Станислава 3-й степени с мечами и бантом. 6 января 1906 года получил назначение в 55-й драгунский Финляндский полк и произведён в чин штабс-ротмистра, откуда практически сразу же прикомандирован в Северный отряд Свиты флигель-адъютанта генерал-майора И. А. Орлова, где занимался подавлением революционных мятежей в Прибалтике с 7 января 1906.
Из «Материалов во время II сессии Государственной думы,. 1907 г» (с.317-333)
На срочное заявление о запросе № 2:
```
«В Валисбургской волости, без суда и следствия и без всякого к тому повода, карательным отрядом под руководством полковника Енгаличева и фон-Врангеля расстреляны: восемь человек и повешено двое, а 9 января 1906 г. расстреляны ученики В. Вирсис, Бар, Бурит, Витоль и Вильде — все местные крестьяне. В Катварской волости, без всякого к тому повода, карательным отрядом, под руководством ротмистра фон-Врангеля, сожжено имущество учителя Сетинсона и его служанки Анны Розенталь».
```

26 марта 1907 года вновь получил назначение в Лейб-гвардии Конный полк в чине поручика.

### Участие в Первой мировой войне

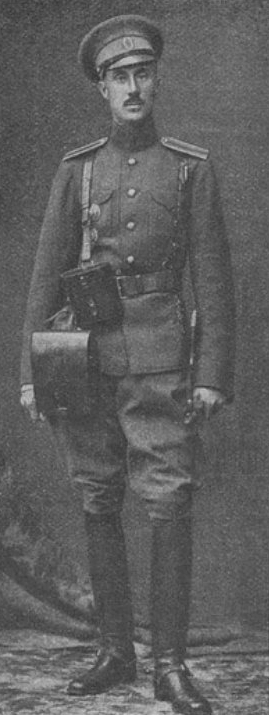
Ротмистр Врангель в 1914 году

Окончил в 1910 году Николаевскую военную академию, в 1911 году — курс Офицерской кавалерийской школы. Первую мировую войну встретил командиром эскадрона Лейб-Гвардии Конного полка в чине ротмистра.
Конная атака 3-го эскадрона лейб-гвардии Конного полка под командованием ротмистра барона П. Н. Врангеля решила участь Каушенского боя. Несмотря на сильный артиллерийско-стрелковый огонь противника и выбытие из строя офицеров, произвел перелом в бою, в конном строю атаковав германский артиллерийский взвод. Эскадрон галопом атаковал стреляющие орудия и, кроме них, захватил 4 зарядных ящика.

Ротмистр Врангель, на своей тяжело раненной лошади, вскоре павшей, доскакал с 10-15 конногвардейцами до самых орудий. Спешившись, ротмистр барон Врангель, схватил винтовку и стал вместе с конногвардейцами отстреливаться из-за зарядного ящика. Раненые германские артиллеристы стреляли из револьверов, геройски защищаясь, но были зарублены.
— Белосельский-Белозерский С.С. История лб.-гв. Конного полка. Париж, 1964. Т. 3.
Был награждён орденом Святого Георгия 4-й степени.
За то, что в бою 6 августа под Краупишкеном, выпросив разрешение броситься с эскадроном на батарею противника, стремительно произвел конную атаку и, несмотря на значительные потери, захватил два орудия, при чем последним выстрелом одного из орудий под ним убита была лошадь.

12 декабря 1914 года получил чин полковника со старшинством с 6 декабря 1914. 10 июня 1915 года был награждён Георгиевским оружием:
За то, что 20 февраля 1915 г., при движении бригады в обход дефиле у с. Даукше с севера, был выслан с дивизионом для захвата переправы через р. Довину у д. Данелишки, что и выполнил успешно, доставив ценные сведения о противнике. Затем, с подходом бригады, переправился через р. Довину и двинулся в разрез между двумя неприятельскими группами у с. Даукше и м. Людвинова, опрокинул с трёх последовательных позиций две роты немцев, прикрывавших свой отход от с. Даукше, захватив при преследовании 12 пленных, 4 зарядных ящика и обоз.

В октябре 1915 года был переведён на Юго-Западный фронт и 8 октября 1915 года получил назначение на должность командира 1-го Нерчинского полка Забайкальского казачьего войска. При переводе ему была дана следующая характеристика его бывшим командиром:
Выдающейся храбрости. Разбирается в обстановке прекрасно и быстро, очень находчив в тяжёлой обстановке.
Командуя указанным полком, барон Врангель сражался против австрийцев в Галиции, участвовал в знаменитом Луцком прорыве 1916 года, затем в оборонительных позиционных боях. Во главу угла он ставил боевую доблесть, воинскую дисциплину, честь и ум командира. Если офицер отдал приказание, говорил Врангель, и оно не выполнено, «он уже не офицер, на нём офицерских погон нет». Новыми шагами в военной карьере Петра Николаевича стали чин генерал-майора в январе 1917 года и назначение его командиром 2-й бригады Уссурийской конной дивизии, затем в июле 1917 года — командующим 7-й кавалерийской дивизией, а после — командующим Сводным кавалерийским корпусом.
За успешно проведённую операцию на реке Збруч летом 1917-го генерал П. Н. Врангель был награждён солдатским Георгиевским крестом IV степени с лавровой ветвью (№ 973657).

За отличия, выказанные им, как командиром сводного конного корпуса, прикрывавшего отход нашей пехоты к линии реки Сбруч в период с 10 по 20 июля 1917 г.— «Послужной список главнокомандующего Русской Армией 
генерал-лейтенанта барона Врангеля» (составлен 29 декабря 1921 г.)

### Участие в Гражданской войне

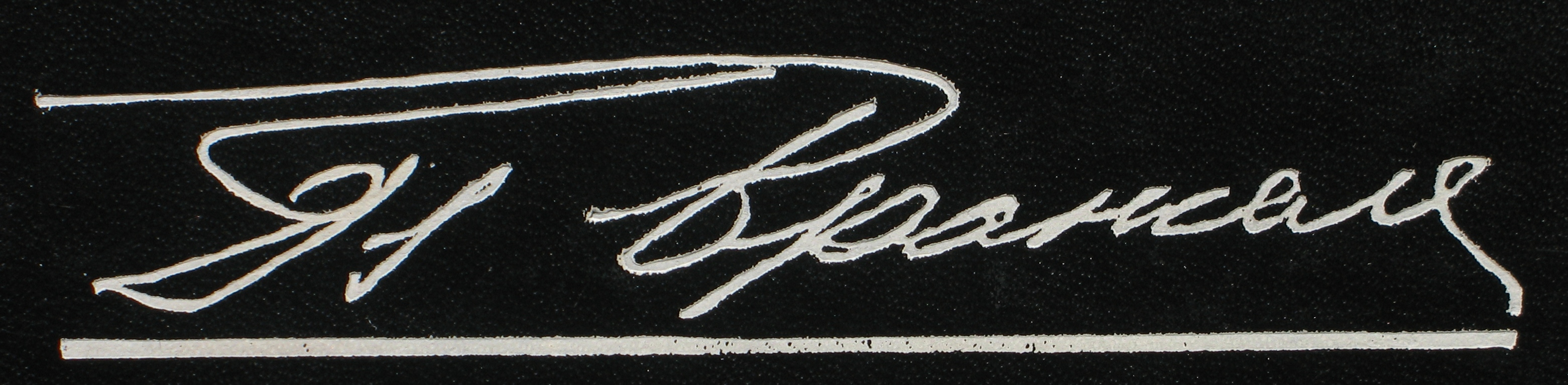

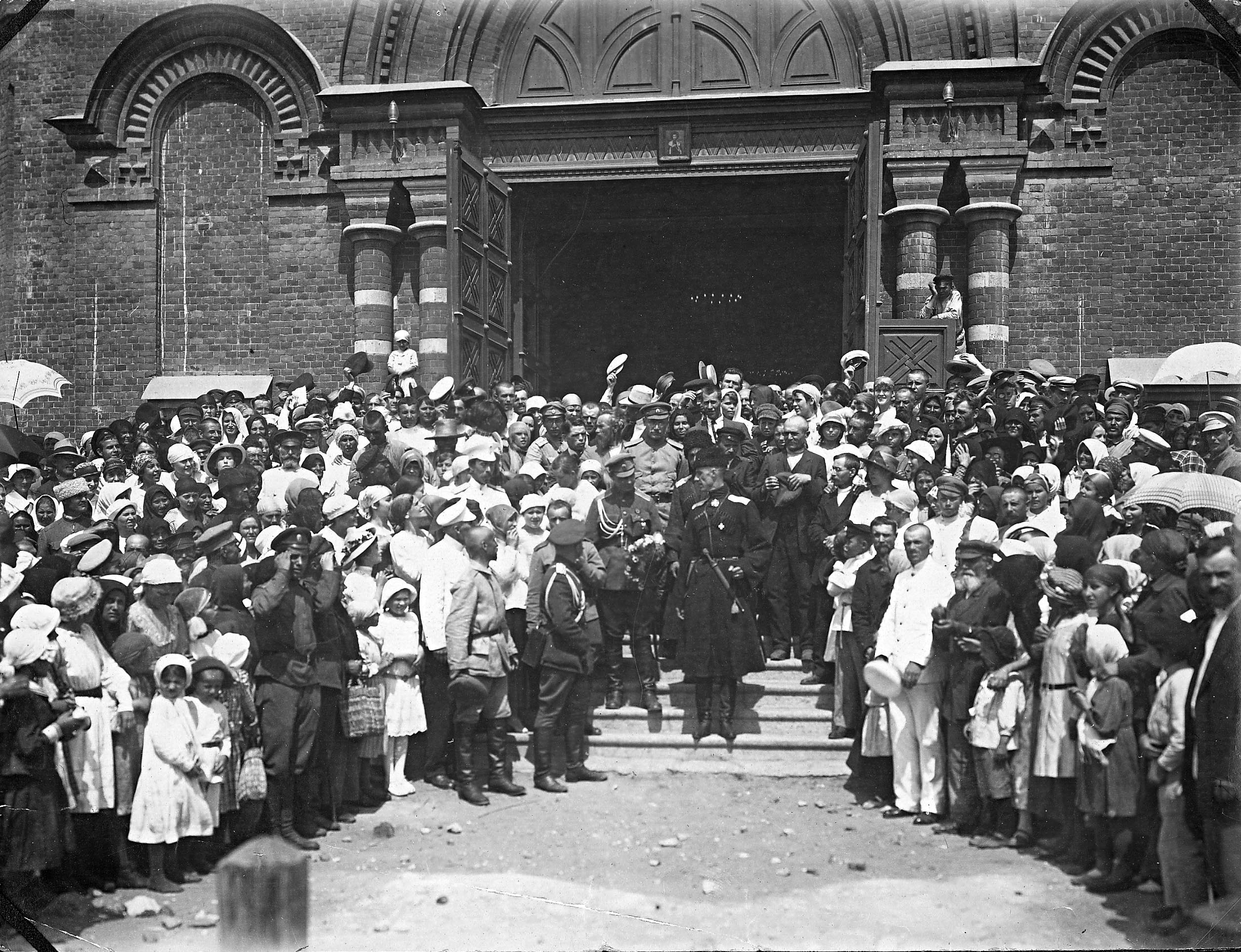
Встреча Врангеля в Царицыне в 1919 году

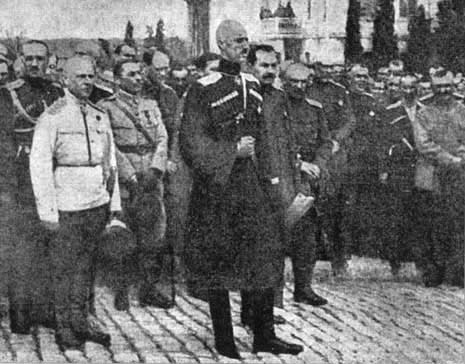
Командующий Добровольческой армией во время молебна. Севастополь. Март 1920 года.

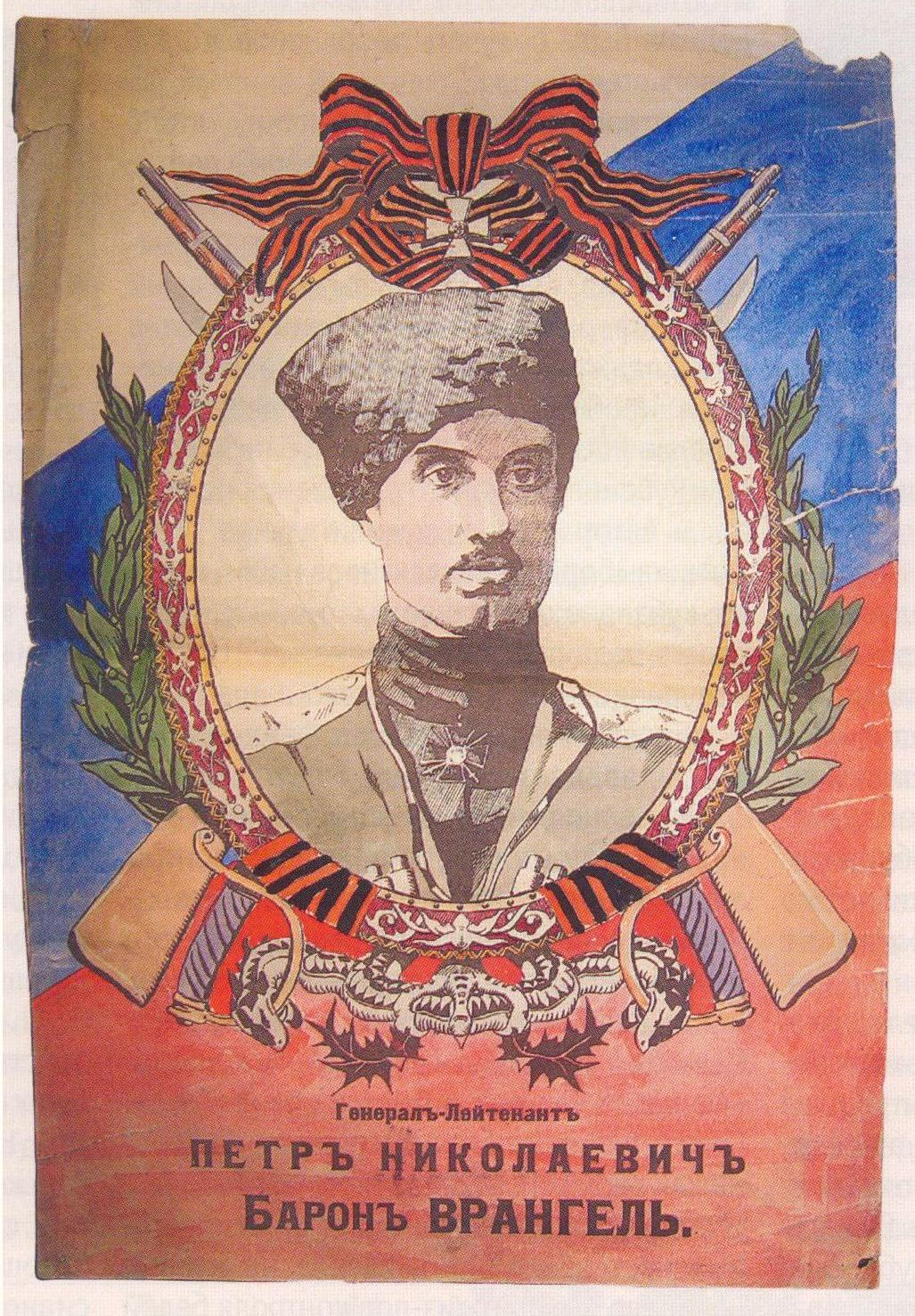
Плакат ВСЮР

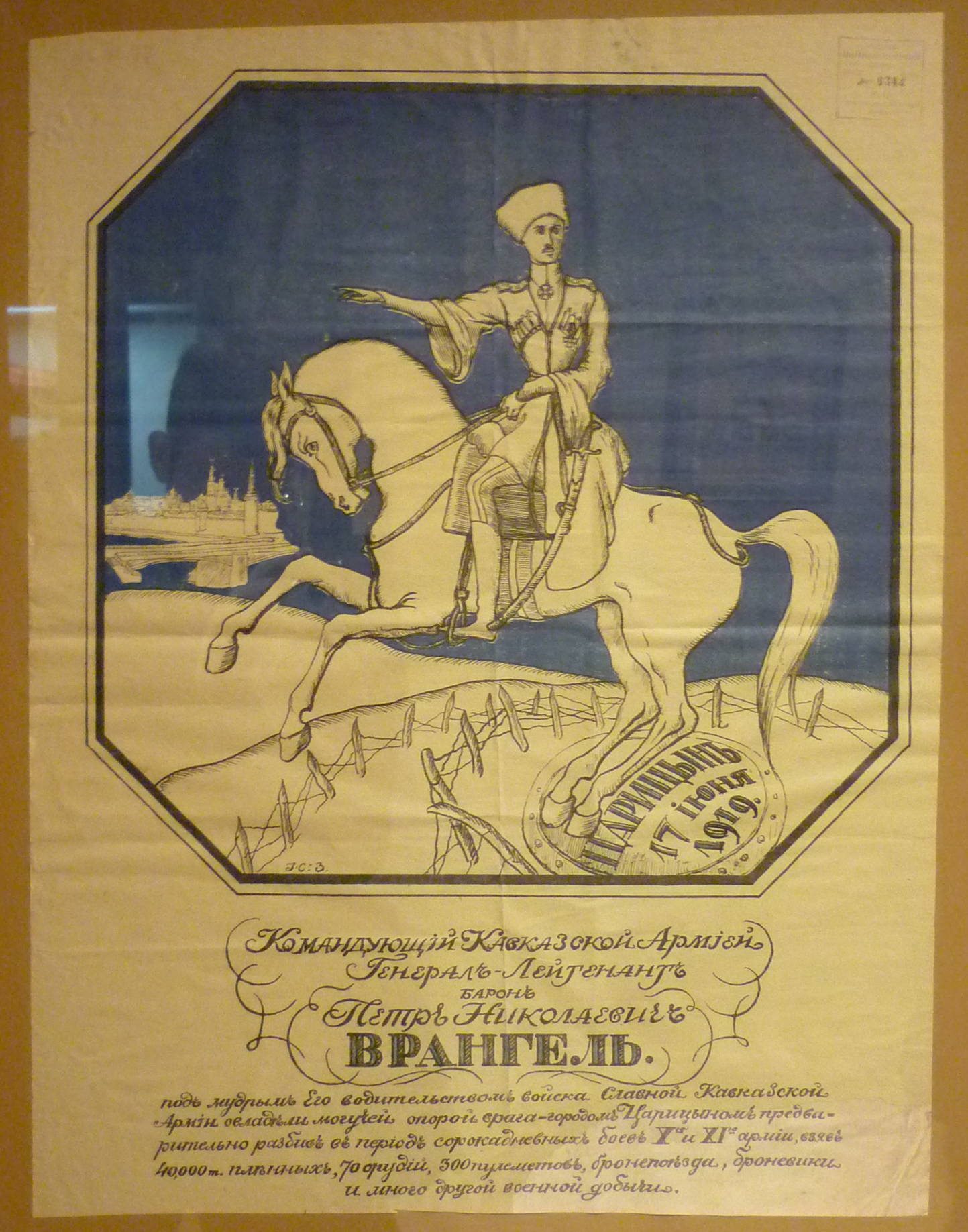
Командующій Кавказской Арміей генералъ-лейтенантъ Баронъ Петръ Николаевичъ Врангель

С конца 1917 года жил на даче в Ялте, где вскоре был арестован большевиками. После непродолжительного заключения скрывался в Крыму вплоть до вступления в него германской армии, после чего уехал в Киев, где решил сотрудничать с гетманским правительством Павла Петровича Скоропадского. Убедившись в слабости правительства Украинской державы, державшегося исключительно на германских штыках, покинул Киев и прибыл в занятый Добровольческой Армией Екатеринодар, где принял командование 1-й Конной дивизией. С этого момента начинается его служба в Белой армии.
В августе 1918 года поступил в Добровольческую армию, имея к этому времени чин генерал-майора и будучи Георгиевским кавалером. Во время 2-го Кубанского похода командовал 1-й конной дивизией, а затем — 1-м конным корпусом. 28 ноября 1918 года, за успешные боевые действия в районе села Петровского (где на тот момент и находился), произведён в чин генерал-лейтенанта.
Был противником ведения конными частями боёв по всему фронту, стремился собирать конницу в кулак и бросать её в прорыв. Молниеносные атаки врангелевской конницы определили результат боёв с частями РККА на Кубани и Северном Кавказе.
В январе 1919 года некоторое время командовал Добровольческой армией, с января 1919 — Кавказской Добровольческой армией. Находился в натянутых отношениях с главнокомандующим ВСЮР генералом Антоном Ивановичем Деникиным, так как требовал скорейшего наступления в царицынском направлении для соединения с армией адмирала Александра Васильевича Колчака (Деникин настаивал на скорейшем наступлении на Москву).
Крупной военной победой П. Н. Врангеля стало взятие Царицына 30 июня 1919 года, до этого трижды безуспешно штурмовавшегося войсками атамана Петра Николаевича Краснова в течение 1918 года. Именно в Царицыне прибывший туда вскоре Деникин подписал свою знаменитую «Московскую директиву», которая, по мнению Врангеля, «являлась смертным приговором войскам Юга России».
В ноябре 1919 года назначен командующим Добровольческой армией, действовавшей на московском направлении. 20 декабря 1919 года из-за разногласий с главнокомандующим ВСЮР был отстранён от командования войсками.
Капитан Николай Иванович Орлов, возглавивший мятеж в тылу войск ВСЮР, выпустил в Ялте воззвание о признании «нашим молодым вождём» П. Н. Врангеля вместо теряющего авторитет А. И. Деникина, причём Врангель, который не занимал тогда должностей, от подрыва командования решительно отказался, о чём в телеграмме оповестил Орлова.

Воззвание.
Г. г. офицеры, казаки, солдаты и матросы.
Весь многочисленный гарнизон гор. Ялты и её окрестностей и подошедший десант из Севастополя с русскими судами, вместе с артиллерией и пулемётами, сознавая правоту нашего общего Святого Дела, перешли к нам по первому нашему зову со своими офицерами. Генерал Шиллинг просит меня к прямому проводу, но я с ним буду говорить только тогда, когда он возвратит нам тысячи безвозвратно погибших в Одессе. По дошедшим до меня сведениям наш молодой вождь генерал Врангель прибыл в Крым. Это тот, с кем мы будем и должны говорить. Это тот, кому мы верим все, все, это тот, кто все отдаст на борьбу с большевиками и преступным тылом.
Да здравствует генерал Врангель, наш могучий и сильный духом молодой офицер.

Капитан Орлов.
А. И. Деникин, который в ситуации мятежа и наступившей во всех инстанциях неразберихи заподозрил интриги Врангеля и поддерживающих его высших офицеров, издал приказ № 002531 от 8 февраля 1920 года об увольнении из армии не только, на тот момент находящихся в резерве Врангеля и Павла Николаевича Шатилова, но и действующих начальника военно-морского управления генерального штаба генерал-лейтенанта Александра Сергеевича Лукомского, командующего Черноморским флотом вице-адмирала Дмитрия Всеволодовича Ненюкова и начальника его штаба контр-адмирала Александра Дмитриевича Бубнова.
15 февраля Врангель написал письмо А. И. Деникину, содержащее многочисленные обвинения в стратегических и политических ошибках, и завершающееся извещением о полном разрыве отношении с Деникиным. Это письмо широко публиковалось в белой и западной прессе, и в итоге достигло своего результата — широко распространилось мнение о замене Деникина на нового вождя.
2 апреля 1920 года главнокомандующий ВСЮР генерал Деникин принял решение уйти со своего поста. На следующий день в Севастополе был созван военный совет под председательством генерала Абрама Михайловича Драгомирова, на котором главнокомандующим был выбран Врангель. По воспоминаниям Петра Семёновича Махрова, на совете первым имя Врангеля назвал начальник штаба флота капитан 1-го ранга Рябинин. 4 апреля Врангель прибыл в Севастополь на английском линейном корабле «Император Индии» и вступил в командование.
4 апреля А. И. Деникин передал пост Главнокомандующего ВСЮР П. Н. Врангелю и в тот же день отбыл в Англию. Врангель принял назначение и издал приказ о вступлении в должность. 6 апреля заседавший в Ялте Правительствующий Сенат издал указ, в котором заявил, что «новому народному вождю» отныне «принадлежит вся полнота власти, военной и гражданской, без всяких ограничений». 11 апреля он принял титул «Правителя и Главнокомандующего Вооружёнными силами на Юге России».

### Политика Врангеля в Крыму

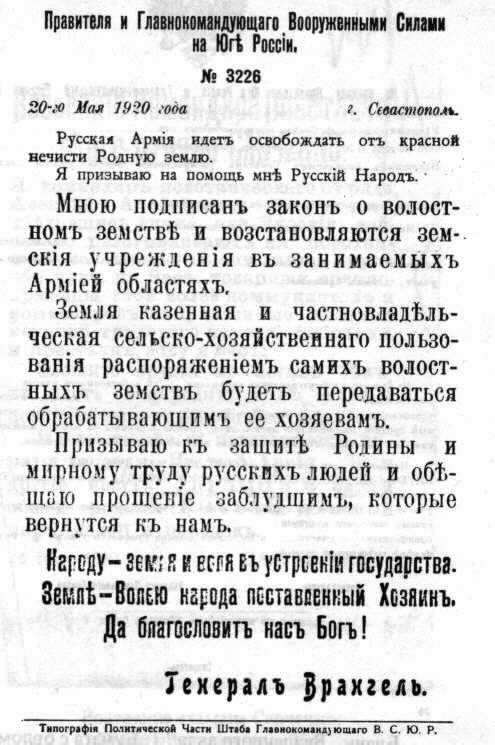
Приказ Главнокомандующего Вооружёнными силами Юга России генерала П. Н. Врангеля о вступлении в силу «Закона о земле» на территории Крымского полуострова и Северной Таврии, принятого Правительством 25 мая 1920 года.

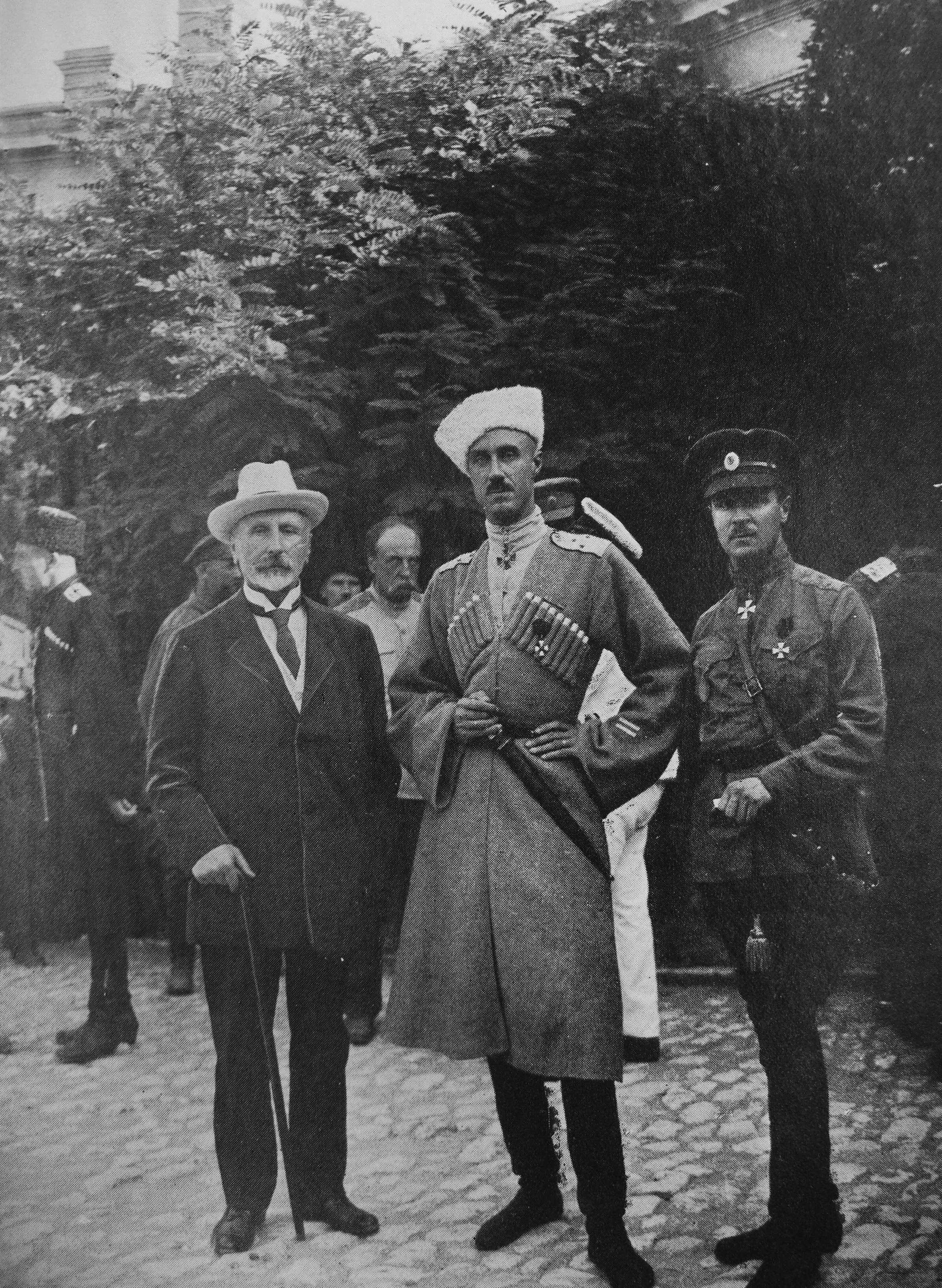
Слева направо: глава Правительства Юга России Александр Васильевич Кривошеин, Главнокомандующий Пётр Николаевич Врангель и начальник его штаба Павел Николаевич Шатилов. Крым. Севастополь. 1920 год.

В течение шести месяцев 1920 года П. Н. Врангель, Правитель Юга России и Главнокомандующий Русской Армией, старался учесть ошибки своих предшественников, шёл на немыслимые ранее компромиссы, пытался привлечь на свою сторону различные слои населения, но ко времени его прихода к власти Белое движение фактически потерпело поражение как в международном, так и во внутреннем аспектах.
Выступал за федеративное устройство будущей России. Склонялся к признанию политической субъектности Украинской Народной Республики в рамках единого русского государства (в частности, согласно особому указу, принятому осенью 1920 года, украинский язык признавался общегосударственным наравне с русским). Однако все эти действия имели целью лишь заключение военного союза с армией Директории УНР, возглавляемой Симоном Петлюрой, к тому времени не имевшей под своим контролем никакой территории и находившейся в расположении польской армии.
Признал независимость горской федерации Северного Кавказа. Старался наладить контакты с руководителями повстанческих формирований Юга России и Северного Кавказа. Попытка наладить боевое взаимодействие с Нестором Махно провалилась: парламентёры, отправленные Врангелем, были расстреляны махновцами. Однако командиры других формирований «зелёных» охотно вступали в союз с бароном.
При поддержке главы Правительства Юга России видного экономиста и реформатора Александра Васильевича Кривошеина разработал ряд законодательных актов по аграрной реформе, среди которых главным является «Закон о земле», принятый правительством 25 мая 1920 года.
В основе его земельной политики лежало положение о принадлежности большей части земель крестьянам. Он признал законным захват крестьянами помещичьих земель в первые годы после революции (правда, за определённый денежный или натуральный взнос в пользу государства), так называемый,       «чёрный передел», что прежде Деникиным откладывалось до созыва Учредительного собрания.
Провёл ряд административных реформ в Крыму, а также реформу местного самоуправления («Закон о волостных земствах и сельских общинах»). Стремился привлечь на свою сторону казачество, обнародовав ряд указов по областной автономии казачьих земель. Покровительствовал рабочим, приняв ряд положений по рабочему законодательству. Но несмотря на все предпринимаемые меры материальные и людские ресурсы Крыма были истощены. Кроме того, Великобритания фактически отказалась от дальнейшей поддержки белых, предложив обратиться «к советскому правительству, имея в виду добиться амнистии», и сообщив, что Британское правительство откажется от какой бы то ни было поддержки и помощи в случае, если белое руководство вновь откажется от переговоров. Эти действия Британии, расцененные как шантаж, не повлияли на принятое решение продолжать борьбу до конца.
Будучи политическим противником Милли Фирка, которая стала заметно леветь, продолжал преследования её членов, начатое ещё генералом Николаем Николаевичем Шиллингом, однако не мог развернуть полномасштабные репрессии. Крымские татары хотя и саботировали мобилизацию и молчаливо поддерживали красно-зелёную Крымскую повстанческую армию, в целом соблюдали нейтралитет. Чтобы его не нарушать, Врангель заигрывал с реакционной, традиционалистской частью татарского общества. 16 мая 1920 года прошло заседание первого Всекрымского мусульманского съезда в Симферополе под председательством главнокомандующего Вооружённых сил Юга России генерала Петра Врангеля.

### Руководитель Белого движения

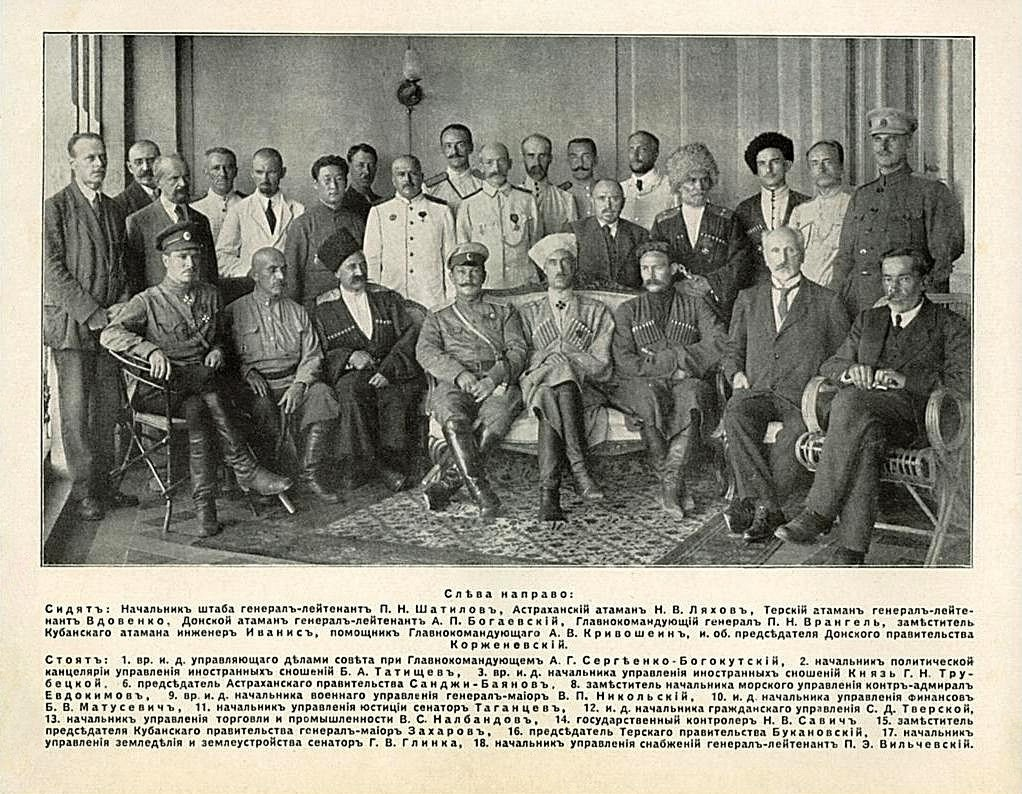
Правительство Юга России. Крым, Севастополь, 22 июля 1920 года

При вступлении в должность Главнокомандующего ВСЮР он видел своей основной целью не борьбу с красными, а задачу «с честью вывести армию из тяжёлого положения». В этот момент мало кто из белых военачальников мог предполагать возможность активных военных действий, да и боеспособность войск после череды катастроф ставилась под вопрос. Тяжёлый удар по моральному состоянию войск нанёс и британский ультиматум о «прекращении неравной борьбы». Это послание стало первым международным документом, полученным Врангелем в ранге руководителя Белого движения.
Генерал барон Врангель напишет позже в своих мемуарах: 
Отказ англичан от дальнейшей нам помощи отнимал последние надежды. Положение армии становилось отчаянным. Но я уже принял решение.
При вступлении в должность Главнокомандующего ВСЮР, осознавая всю степень уязвимости Крыма, сразу же предпринял ряд мер подготовительного характера на случай эвакуации армии, чтобы избежать повторения катастроф Новороссийской и Одесской эвакуаций. Он также понимал, что экономические ресурсы Крыма ничтожны и несравнимы с ресурсами Кубани, Дона, Сибири, послуживших базами для возникновения Белого движения, и что пребывание полуострова в изоляции может привести к голоду.
Через несколько дней после вступления в должность им были получены сведения о подготовке красными нового штурма Крыма, для чего командование РККА стягивало значительное количество артиллерии, авиации, 4 стрелковые и кавалерийскую дивизии. В числе этих сил находились, в частности, Латышская дивизия, 3-я стрелковая дивизия, состоявшая из интернационалистов — латышей, венгров и др.
13 апреля 1920 года латыши атаковали и опрокинули на Перекопе передовые части генерала Якова Александровича Слащёва и уже начали продвигаться в южном направлении от Перекопа в Крым. Слащёв контратаковал и отогнал противника, однако латышам, получавшим подкрепления за подкреплениями, удалось зацепиться за Перекопский вал. Подошедший Добровольческий корпус решил исход боя, в результате которого красные были выбиты с Перекопа и были вскоре частично уничтожены, частично изгнаны конницей генерала Василия Ивановича Морозова под Тюп-Джанкоем.
14 апреля П. Н. Врангель нанёс красным контрудар, предварительно сгруппировав корниловцев, марковцев и слащёвцев и усилив их отрядом конницы и броневиками. Красные были смяты, однако подошедшая к ним 8-я кавалерийская дивизия, выбитая накануне врангелевцами с Чонгара, восстановила положение, и красная пехота снова повела наступление на Перекоп. На этот раз штурм не удался: наступление РККА было остановлено на подступах к Перекопу. Стремясь закрепить успех, П. Н. Врангель решил нанести противнику фланговые удары, высадив два десанта (алексеевцы на кораблях были направлены в район Кирилловки, а Дроздовская дивизия — к посёлку Хорлы в 20 км западнее Перекопа). Оба десанта были замечены красной авиацией ещё до высадки, поэтому 800 человек алексеевцев после тяжёлого неравного боя со всей подошедшей 46-й Эстонской дивизией РККА с большими потерями прорвались к Геническу и были эвакуированы под прикрытием корабельной артиллерии. Дроздовцы же, несмотря на то, что их десант также не стал неожиданным, смогли выполнить первоначальный план операции (Десантная операция Перекоп — Хорлы): высадились в тылу у противника, в Хорлах, откуда прошли по его тылам более 60 вёрст с боями к Перекопу, отвлекая от него часть наступавших сил красных. За Хорлы командир 1-го (из двух дроздовских) полка полковник А. В. Туркул был произведён Главнокомандующим в генерал-майоры. В итоге штурм Перекопа оказался в целом сорван, и командование РККА было вынуждено перенести очередную попытку штурма на май, чтобы суметь перебросить сюда большие силы и действовать наверняка. Пока же командование РККА приняло решение запереть ВСЮР в Крыму, для чего начали активно сооружаться линии заграждений, сосредоточиваться крупные силы артиллерии (в том числе тяжёлой) и бронетехники.
В. Е. Шамбаров пишет на страницах своего исследования о том, как отразились на моральном состоянии ВСЮР первые бои под командованием генерала Врангеля: 
Отражение штурма имело большое значение для белых. Несмотря на понесённые потери, оно подняло общий дух — и армии, и тылов, и населения. Показало, что Крым по крайней мере в состоянии обороняться. К войскам возвращалась вера в себя…

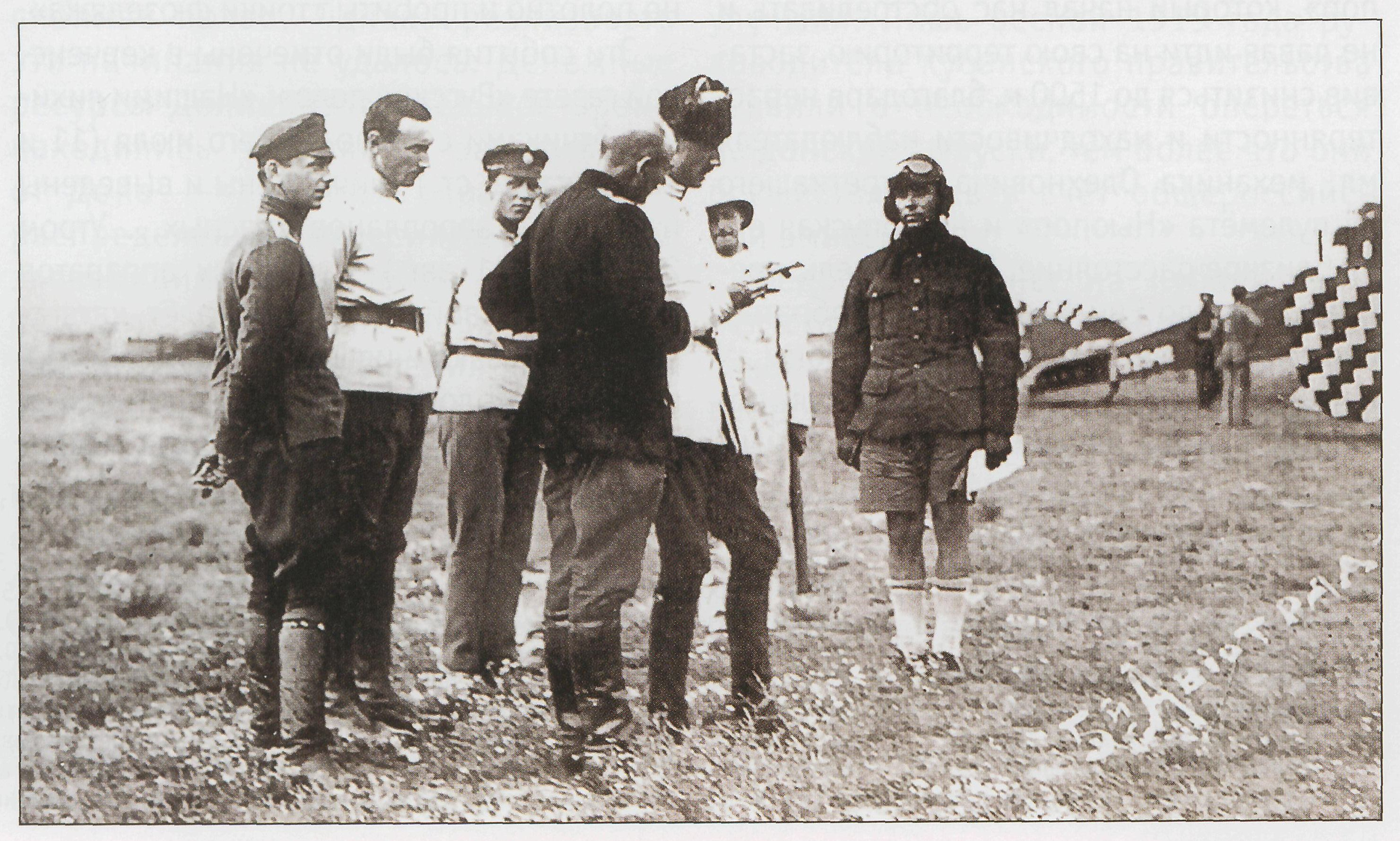
Врангель инспектирует лётчиков. 1920 год

П. Н. Врангель быстро произвёл реорганизацию армии и переименовал её 28 апреля 1920 года в «Русскую». Кавалерийские полки пополнялись лошадями, жёсткими мерами укреплялась дисциплина, на́чало поступать снаряжение и амуниция. Доставленный 12 апреля уголь позволяет ожить белогвардейским кораблям, стоявшим до того без топлива. И Врангель в приказах по армии говорит уже о выходе из тяжёлого положения «не только с честью, но и победой».

### Наступление Русской армии в Северной Таврии

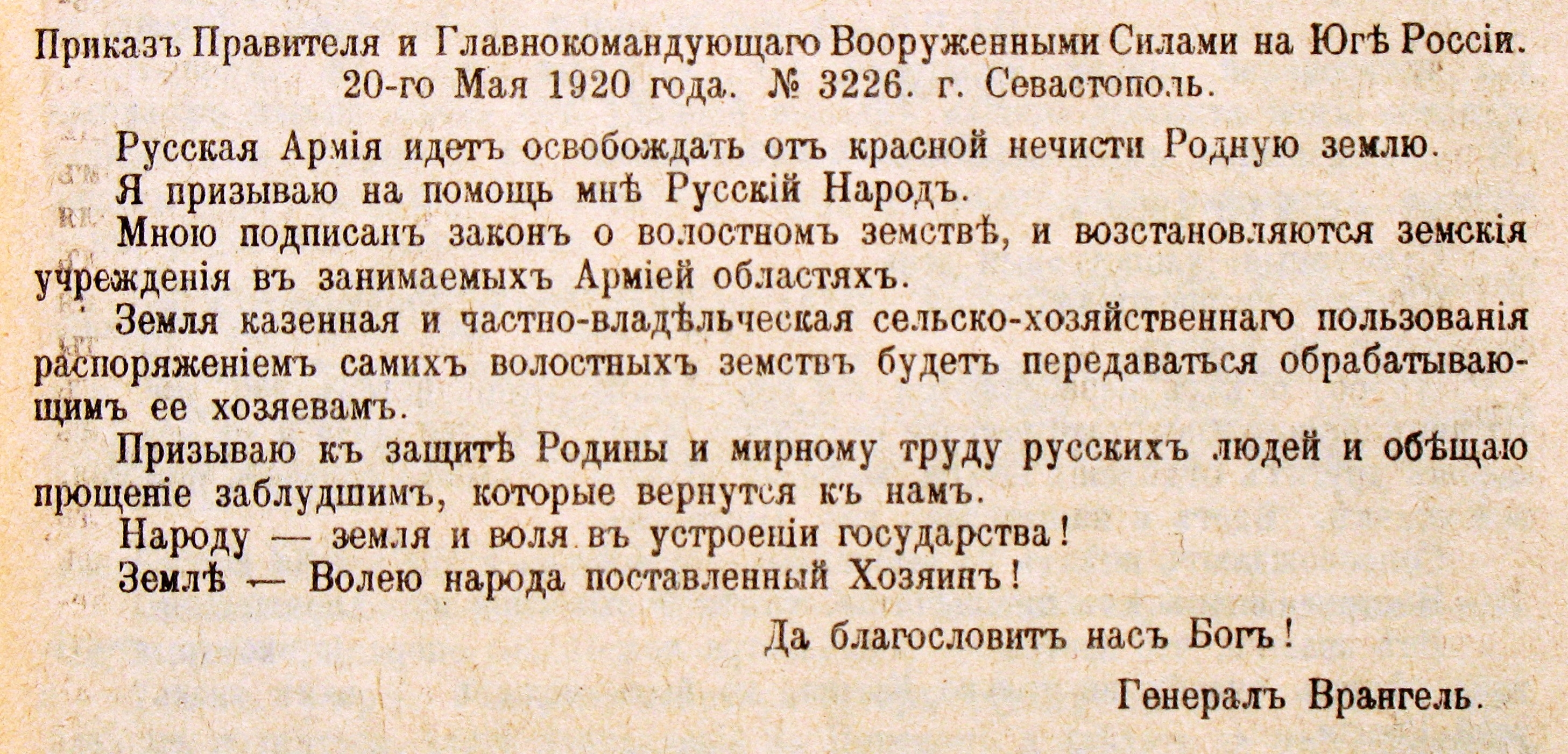
Пример лексики Врангеля: Приказ 3226 о «красной нечисти». 20 мая 1920

Разбив несколько дивизий РККА, пытавшихся контратакой предупредить наступление белых, Русской армии удалось вырваться из Крыма и занять плодородные территории Северной Таврии, жизненно необходимые для пополнения продовольственных запасов.

### Падение белого Крыма
Приняв Добровольческую армию в обстановке, когда всё Белое дело было проиграно его предшественниками, П. Н. Врангель многое сделал для спасения ситуации. В конце концов под воздействием военных неудач он был вынужден вывезти остатки армии и гражданского населения, которые не хотели быть под властью большевиков.
К сентябрю 1920 года Русская армия так и не смогла ликвидировать левобережные плацдармы РККА под Каховкой. В ночь на 8 ноября Южный фронт Красной армии под общим командованием Михаила Васильевича Фрунзе начал генеральное наступление, целью которого было взятие Перекопа и Чонгара с дальнейшим прорывом в Крым. В наступлении участвовали части 1-й и 2-й Конных армий, 51-я дивизия Василия Константиновича Блюхера, а также армия Нестора Махно. Командовавший обороной Крыма генерал Александр Павлович Кутепов не смог сдержать превосходящие силы противника, и наступающие с тяжёлыми потерями прорвались на территорию полуострова.
11 ноября 1920 года Реввоенсовет Южного фронта по радио обратился к генералу Врангелю с предложением «немедленно прекратить борьбу и положить оружие» с «гарантиями» амнистии «…по всем проступкам, связанным с гражданской борьбой». Врангель ответа Фрунзе не дал, более того, он скрыл от личного состава своей армии содержание этого радиообращения, приказав закрыть все радиостанции, кроме одной, обслуживаемой офицерами. Отсутствие ответа позволило впоследствии советской стороне утверждать, что предложение об амнистии было формально аннулировано.
Остатки белых частей (приблизительно 100 тысяч человек) были в организованном порядке эвакуированы в Константинополь при поддержке транспортных и военно-морских кораблей Антанты.
Эвакуация Русской армии из Крыма, намного более сложная, чем Новороссийская эвакуация, по мнению современников и историков прошла успешно: во всех портах был порядок и основная масса желающих смогла попасть на пароходы. Перед тем как самому покинуть Россию, П. Н. Врангель обошёл все порты Крыма на миноносце, чтобы убедиться, что пароходы, везущие беженцев, готовы выйти в открытое море.
После захвата Крымского полуострова большевиками начались аресты и расстрелы оставшихся в Крыму врангелевцев. По оценкам некоторых историков, с ноября 1920 по март 1921 года было расстреляно от 60 до 120 тысяч человек, по официальным советским данным от 52 до 56 тысяч.

### Эмиграция и смерть

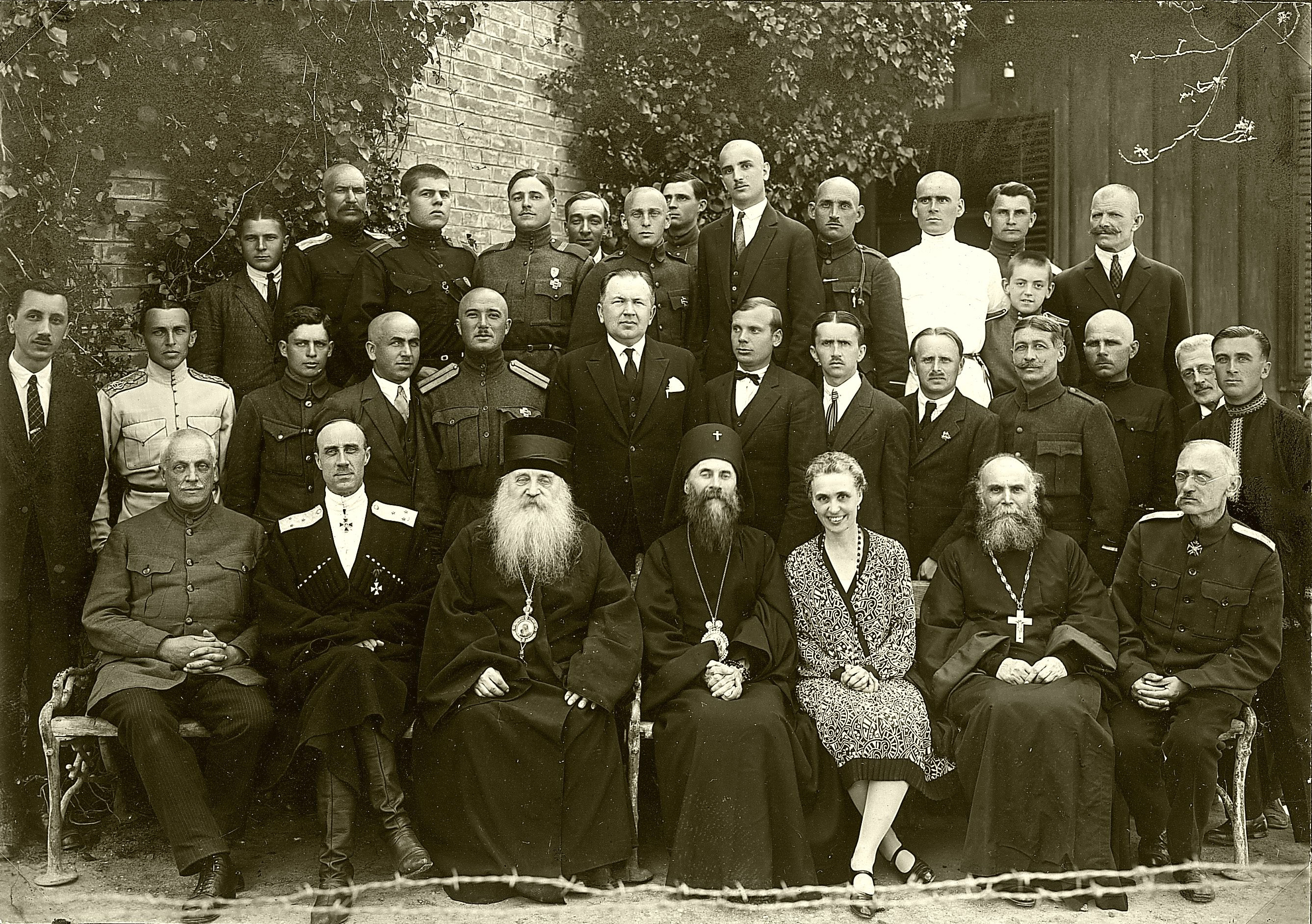
Митрополит Антоний (Храповицкий) — первоиерарх Русской зарубежной церкви, генерал П. Н. Врангель с женой Ольгой Михайловной, русское духовенство и воинство в Югославии. Апрель 1927

С ноября 1920 года — в эмиграции. После прибытия в оккупированный Антантой Константинополь жил на яхте «Лукулл».
15 октября 1921 года около набережной Галаты яхту протаранил итальянский пароход «Адрия», шедший из советского Батума, и она мгновенно затонула. Врангель и члены его семьи на борту в этот момент отсутствовали. Большинству членов экипажа удалось спастись, погибли вахтенный начальник корабля мичман П. П. Сапунов, отказавшийся покинуть яхту, корабельный повар Краса и матрос Ефим Аршинов. Со слов Максима Горького, в таране «Лукулла» участвовала агент Разведупра РККА Ольга Голубовская, известная в русской эмиграции начала 1920-х годов как поэтесса Елена Феррари.

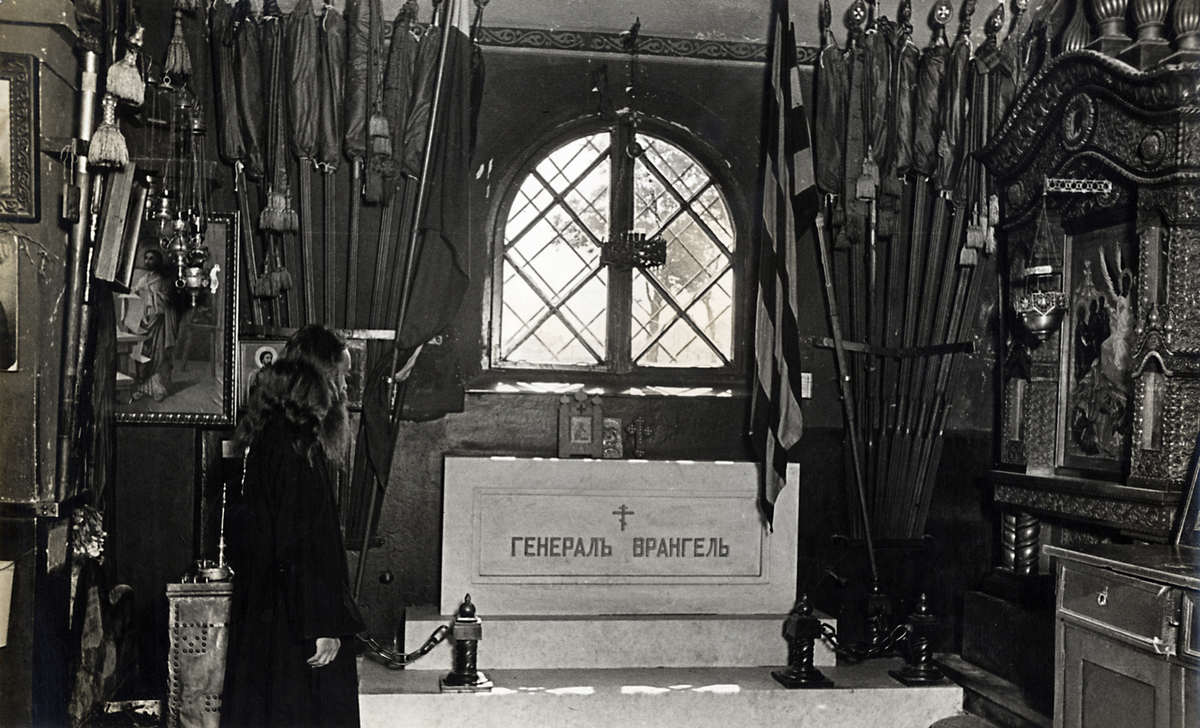
Гробница барона Врангеля в Белграде. 1935

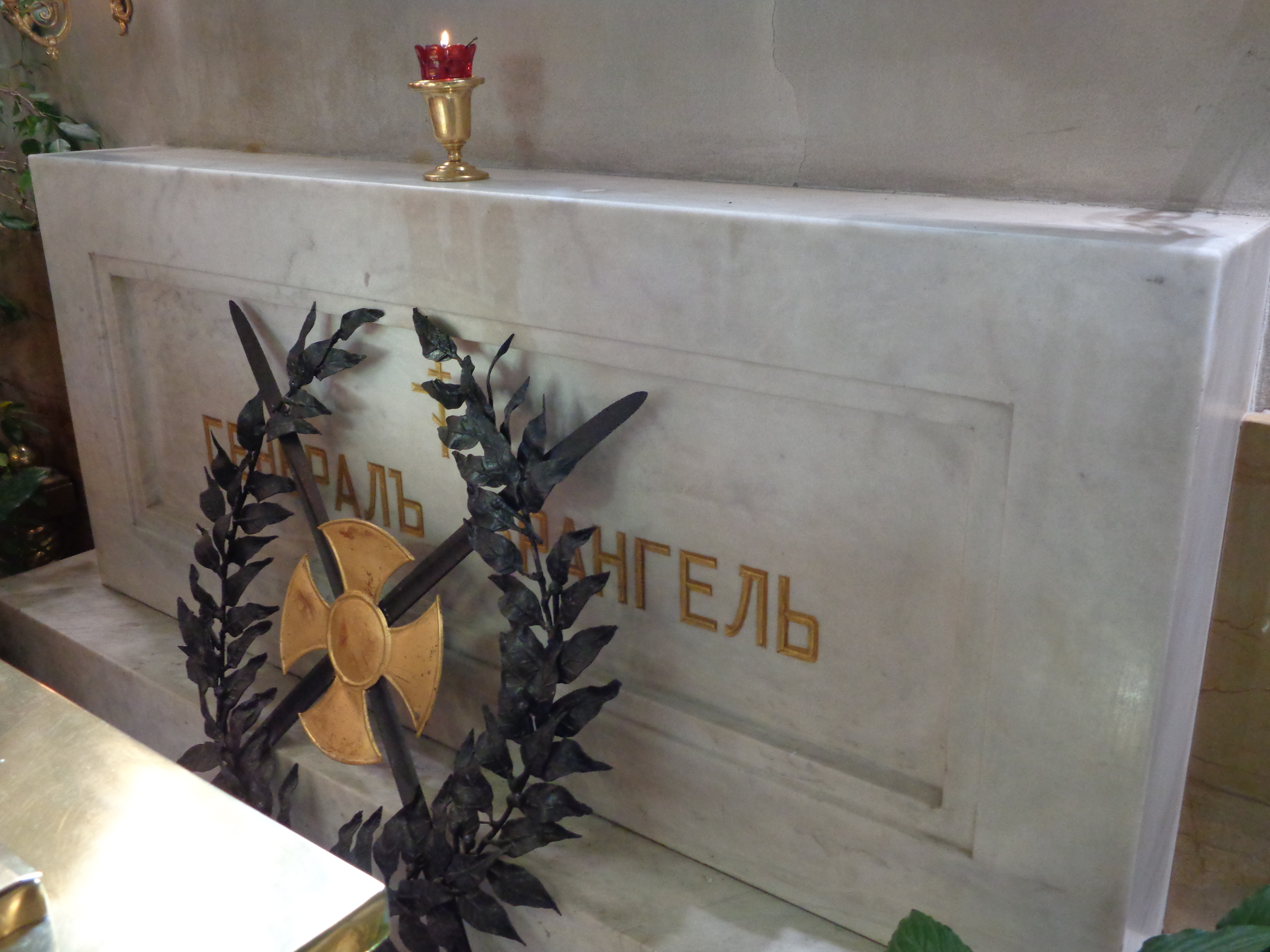
Гробница барона Врангеля в Белграде. 2021

В 1922 году со своим штабом переехал из Константинополя в Королевство сербов, хорватов и словенцев, в Сремски-Карловци. Но Югославия разрешила пребывание только не более 2000 бойцов Русской армии. Остальные перешли в Болгарию. Там производилось разоружение Русской армии. Генерал Врангель категорически отрицал участие Русской армии в свержении правительства Александра Стамболийского в Болгарии. Организатор заговора Александр Иванович Гучков, друг Врангеля, даже не приезжал в Югославию.
В 1924 году создал Русский общевоинский союз (РОВС), объединивший большинство участников Белого движения в эмиграции. В ноябре 1924 года признал верховное руководство РОВСа за великим князем Николаем Николаевичем (в прошлом — Верховным Главнокомандующим Императорской Армией в Первую мировую войну).
Имел отношение к поездке Василия Васильевича Шульгина по СССР в 1925—1926 годах.
В сентябре 1927 года переехал с семьёй в Брюссель. Работал инженером в одной из брюссельских фирм.
25 апреля 1928 года скончался в Брюсселе после внезапного заражения туберкулёзом. По одной из версий, предложенной его родными, он был отравлен братом своего слуги, большевистским агентом.
Был похоронен в Брюсселе. Впоследствии прах Врангеля перенесён в Белград, где торжественно перезахоронен 6 октября 1929 года в русской церкви Святой Троицы сербской столицы.

## Память и наследие
Даже спустя годы после смерти фигура Петра Врангеля продолжала играть сплачивающую роль в мировосприятии русских офицеров. В многочисленных речах чинов РОВС, галлиполийцев и других участников Белого движения главнокомандующего превозносили за его антибольшевизм и фактическое спасение армии в изгнании. Почивший Врангель воспринимался многими русскими офицерами как оставивший своеобразное завещание рано или поздно продолжить антибольшевистскую борьбу. Особое внимание этому вопросу было уделено после нападения нацистской Германии на СССР. Генерал-майор Михаил Михайлович Зинкевич писал в середине августа 1941 года: «Думается, что будь жив теперь наш генерал Врангель, он не задумываясь пошёл бы с немцами».
Основная часть архива Петра Врангеля, согласно его личному распоряжению, была передана на хранение в Гуверовский институт Стэнфордского университета в 1929 году. Часть документов затонула при гибели яхты      «Лукулл», часть была уничтожена самим Врангелем. После смерти вдовы Врангеля в 1968 году её архив, где оставались личные документы мужа, был также передан наследниками в Гуверовский институт.

## Награды
- Орден Святой Анны 4-й степени «За храбрость» (4 июля 1904 года)
- Орден Святого Станислава 3-й степени с мечами и бантом (6 января 1906 года)
- Орден Святой Анны 3-й степени (9 мая 1906 года)
- Орден Святого Станислава 2-й степени (6 декабря 1912 года)
- Орден Святого Георгия 4-й степени. (ВП 13 октября 1914 года)
- Орден Святого Владимира 4-й степени с мечами и бантом (ВП 24 октября 1914 года)
- Георгиевское оружие (ВП 10 июня 1915 года)
- Орден Святого Владимира 3-й степени с мечами (ВП 8 декабря 1915 года)
- Георгиевский крест 4-й степени с лавровой ветвью (24 июля 1917 года)
- Орден Святителя Николая Чудотворца 2-й степени (15 ноября 1921 года)
- Папский орден Святого Гроба Господнего Иерусалимского (1920)
- Медаль «В память 300-летия царствования дома Романовых» (1913)

## Семья и потомки
1 октября 1908 года в Санкт-Петербурге Пётр Николаевич Врангель женился на дочери камергера Высочайшего Двора Михаила Моисеевича Иваненко (1850—1908) и Натальи Михайловны Катковой (1865 — ?), фрейлине Ольге Михайловне Иваненко (1883—1968). Супруги имели четырёх детей:
- Баронесса Елена Петровна Врангель (25.07(7.08).1909, СПб. — 22.01.1999, Спринг-Вэлли[англ.], штат Нью-Йорк, США; похоронена на кладбище Ново-Дивеевского монастыря в штате Нью-Йорк).
Первый муж, с 14.10.1930, Париж — Филипп Кнапп Хиллс (26.02.1906 г. — 22.04.1984). Развод — 03.11.1948 г., Нью-Йорк. Двое детей в браке. 
Второй муж, с 17.07.1949, Нью-Йорк — барон Фёдор Львович фон Мейендорф (10(23).12.1913 г., Кисловодск, Ставропольская губерния — 15.12.1980 г., Зальцбург, Австрия; похоронен на кладбище Ново-Дивеевского монастыря в штате Нью-Йорк), сын барона Льва Фёдоровича фон Мейендорфа (1876—1919) и Софьи Александровны Голенищевой-Кутузовой (1888—1965). Второй брак бездетен.
- Барон Пётр Петрович Врангель (14(27).01.1911 г., СПб. — 27.10.1999 г., Саутгемптон, штат Нью-Йорк, США; похоронен на кладбище Ново-Дивеевского монастыря в штате Нью-Йорк) — работал в США инженером в области аэронавтики, занимался конструированием космических кораблей для полета на Луну. 
Ж.: 1. — Андреа Медо (10.08.1910 — 08.02 1965; похоронена рядом с мужем). Детей нет. 
Ж.: 2. 1967 г. — Кристина Рудольфовна Лейш (р. 14 02 1928 г., Берлин). Её первый муж писатель и историк князь[источник не указан 1857 дней] Александр Георгиевич Тарсаидзе (1901—1978). Жил в пансионате города Стэмфорда, штат Коннектикут. Во втором браке также детей нет.
- Баронесса Наталия Петровна Врангель (28.11(10.12).1913, СПб — 09.08.2013, Кос Коб, штат Коннектикут, США; похоронена на кладбище Ново-Дивеевского монастыря в штате Нью-Йорк) 
М.: — Алексей Юрьевич Базилевский (14(27).12.1910, Москва — 03.01.1974, Нью-Йорк; похоронен на кладбище Ново-Дивеевского монастыря в штате Нью-Йорк), сын Юрия Петровича Базилевского и Елены Ивановны Стольниковой, внук последнего московского губернского предводителя дворянства Петра Александровича Базилевского (1855—1920). Двое детей в браке.
- Барон Алексей Петрович Врангель (07.07.1922., Белград, Сербия — 27.05.2005, Тара, графство Мит, Ирландия; похоронен на кладбище в посёлке Селбридж) — писатель, спортсмен, специалист по коневодству. Образование получил в Англии и США. Служил в военно-воздушных силах США и на дипломатической службе. Великолепный наездник и авторитетный специалист по разведению лошадей. Автор многих книг, в том числе «Конец Рыцарства», «Арабы в Аравии» и «Великие кавалерийские битвы». Посвятил несколько книг своему отцу, среди которых «Белый крестоносец России генерал Врангель» и написанные в соавторстве с Черкасовым «Георгиевский Генерал П. Н. Врангель — последний рыцарь Российской Империи» и «Бароны Врангели. Воспоминания». 
Ж.: 1. октябрь 1943 г. — графиня Екатерина Николаевна Ламздорф-Галаган (21.10.1919, Ялта — 16.09.1979, Нью-Йорк; похоронена на кладбище Ново-Дивеевского монастыре в штате Нью-Йорк), дочь графа Николая Константиновича Ламздорфа-Галаган и Софьи Петровны Трубецкой. Детей в браке не было. 
Ж.: 2. 1985 г. — леди Диана Сильвия Конноли-Кэрью (р. 07.04.1940, Дублин), дочь Уильяма Конноли-Кэрью, 6-го барона Кэрью (1905—1994) и леди Сильвии Гведолин Эвы Мейтлэнд (1913—1991). Второй брак также бездетен.

## Память

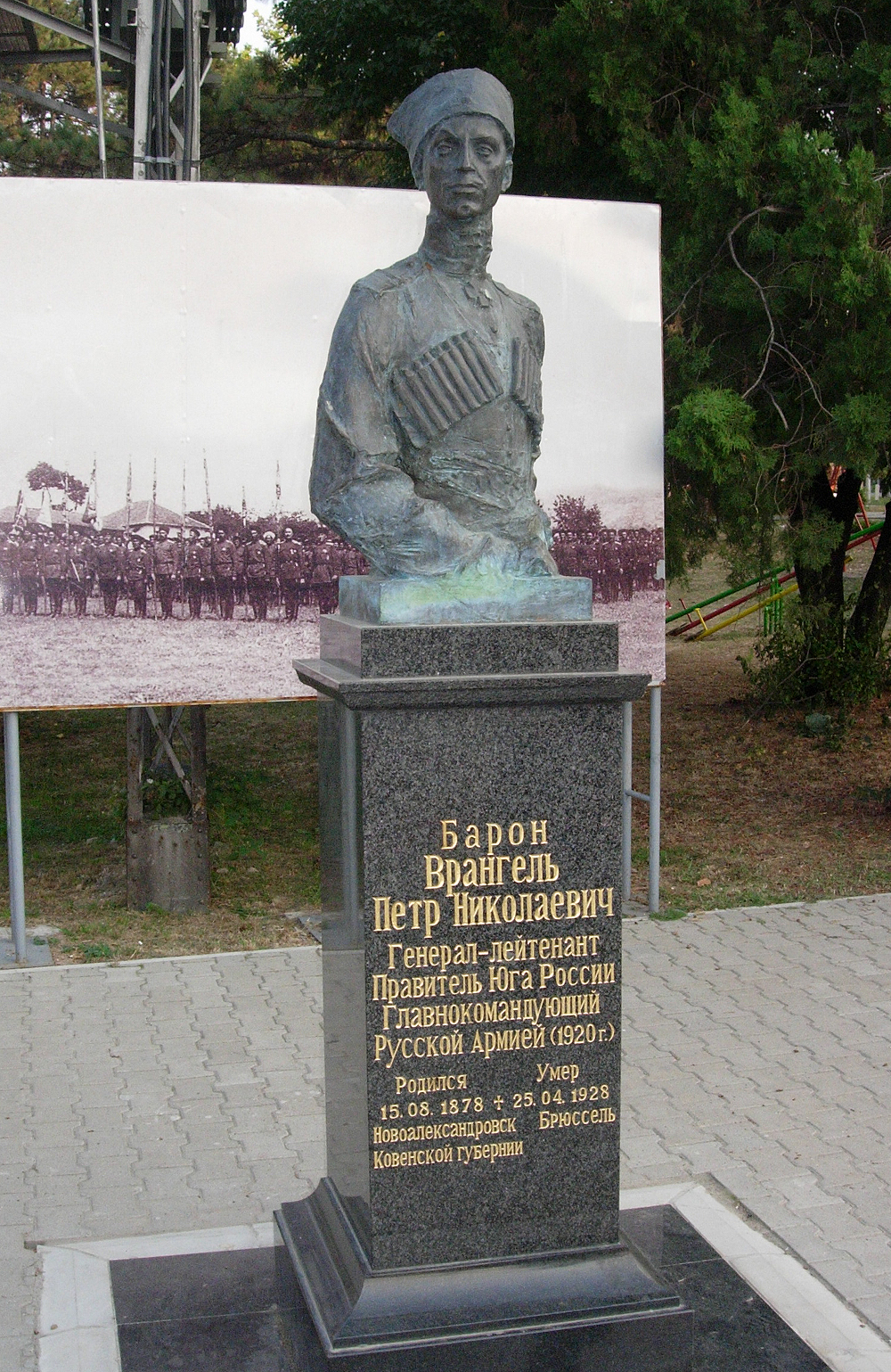
Памятник Врангелю в Сремских Карловцах

В 2007 году в сербском городе Сремски-Карловци установлен памятник Петру Врангелю работы российского скульптора Василия Аземши.

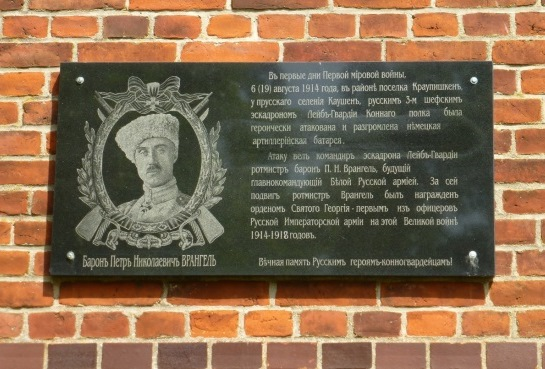
Памятная доска Барону Петру Николаевичу Врангелю в посёлке Ульяново Калининградской области, Россия

В 2009 году памятник Врангелю открыт в Зарасайском районе Литвы.
Дом Врангеля в Ростове-на-Дону является объектом культурного наследия регионального значения,              в 2011 году в нём планировалось создание музея Александра Солженицына, экспозиция которого была бы посвящена эпохе, созвучной обоим деятелям. Тем не менее, в 2013 году, юбилейном году Врангеля, здание находилось в обветшавшем состоянии и нуждалось в реставрации.
В 2013 году к 135-летию со дня рождения и 85-летию со дня кончины Петра Врангеля в Доме русского зарубежья имени Александра Солженицына прошёл круглый стол «Последний Главком Русской армии П. Н. Врангель».
В 2014 году Балтийским Союзом казаков Союза казаков России в посёлке Ульяново Калининградской области (близ бывшего Каушен Восточной Пруссии) была установлена мемориальная доска барону Петру Николаевичу Врангелю и воинам-конногвардейцам, спасшим положение в Каушенском бою.
19 сентября 2016 года в Керчи открыли памятник Врангелю.
4 апреля 2017 года в России была учреждена литературно-художественная Премия имени генерал-лейтенанта, барона П. Н. Врангеля (Врангелевская премия).
7 ноября 2023 года в Ростове-на-Дону был установлен бюст Петру Врангелю, который по требованию КПРФ через 20 дней был демонтирован.

## В художественных произведениях
- П. Врангель упоминается как «чёрный барон» в известной красноармейской песне времён Гражданской войны «Красная Армия всех сильней».
- Врангелю посвящены глава поэмы Марины Цветаевой «Перекоп», рассказ Ивана Ивановича Савина «Портрет»[43].
- В поэме Владимира Маяковского «Хорошо!» (глава 16: «Мне рассказывал тихий еврей…»):

…Глядя на ноги,
шагом
резким
шёл
Врангель

в чёрной черкеске…
- 16-я глава поэмы Владимира Маяковского также используется Георгием Свиридовым в «Патетической оратории» (II. Рассказ о бегстве генерала Врангеля).
- Имя генерала фигурирует и в стихотворении В. Маяковского «Рассказ про то, как кума о Врангеле толковала без всякого ума».
- Врангель является одним из действующих лиц в цикле фантастических романов «Одиссей покидает Итаку» Василия Звягинцева.
- В романе Василия Аксёнова «Остров Крым» барон Врангель — основатель государства «База Временной Эвакуации», в котором происходят основные события романа.
- Врангель присутствует в пьесе Михаила Афанасьевича Булгакова «Бег» (Сон второй).
- Врангель упоминается в повести Андрея Платонова «Сокровенный человек»

## Киновоплощения
- Михаил Погоржельский — «Операция „Трест“» (1967)
- Бруно Фрейндлих — «Бег» (1970)
- Николай Гринько — «Рудобельская республика» (1971)
- Анатолий Ромашин — «Маршал революции» (1978)
- Эммануил Виторган — «Эмиссар заграничного центра» (1979)
- Григорий Острин — «Большая — малая война» (1980)
- Николай Олялин — «Берега в тумане» (1985)
- Алексей Вертинский — «Девять жизней Нестора Махно» (2007)
- Александр Галибин — «Тени над Балканами»[серб.] (2018)
- Александр Бухаров — «Легенда Феррари» (2020).

## На советских плакатах

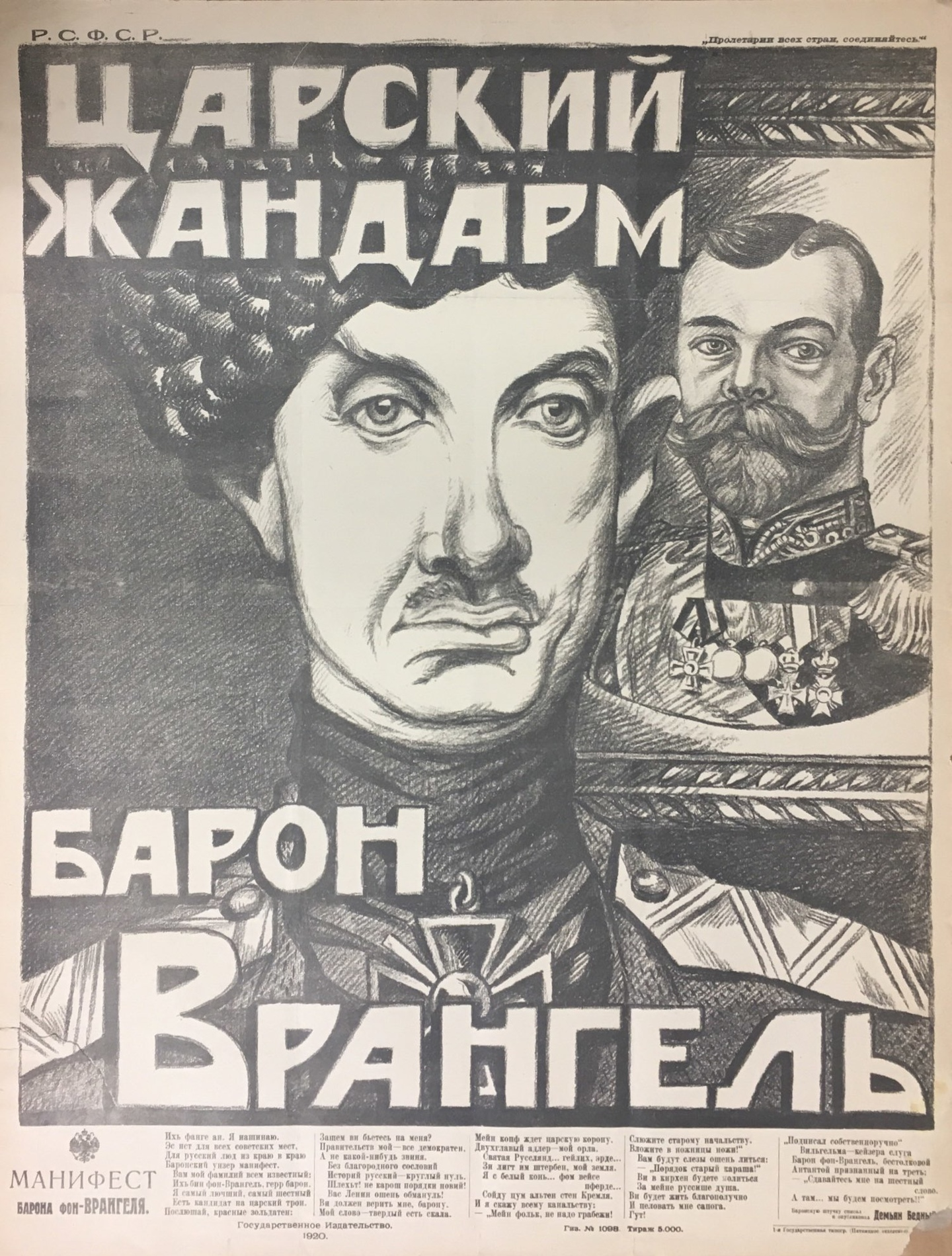
«Царский жандарм барон Врангель»
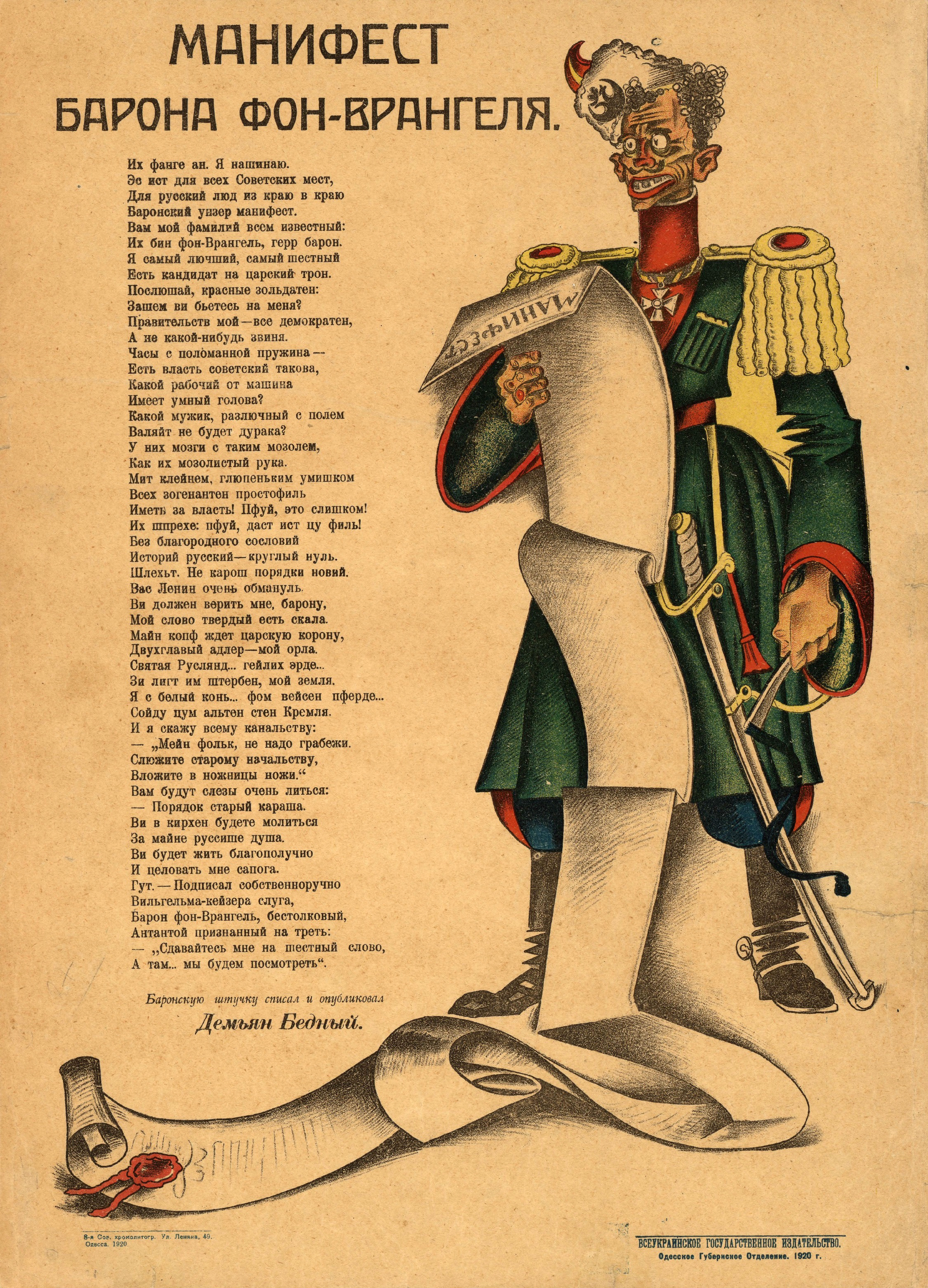
«Манифест барона фон-Врангеля»
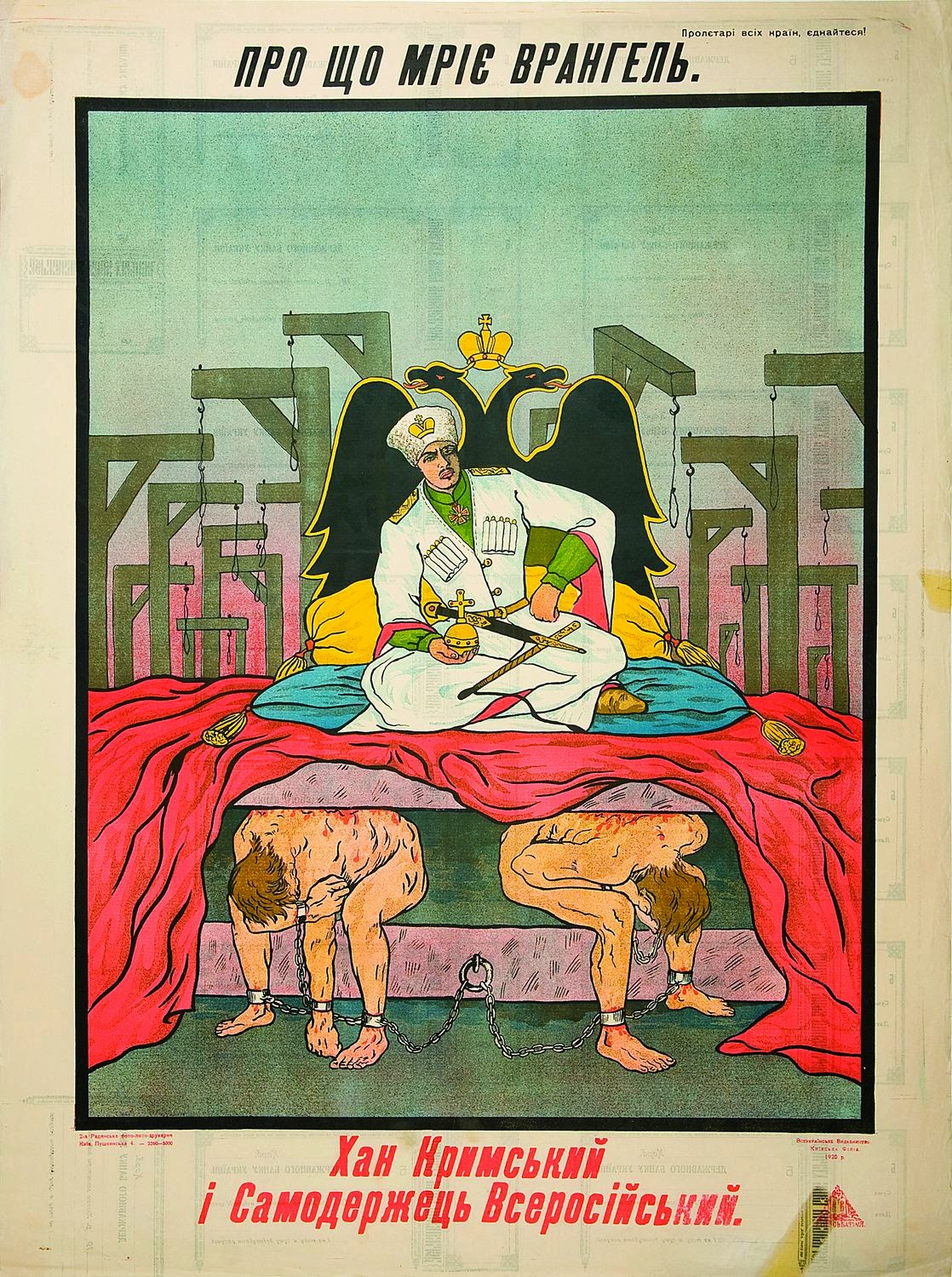
«Врангель, хан крымский»
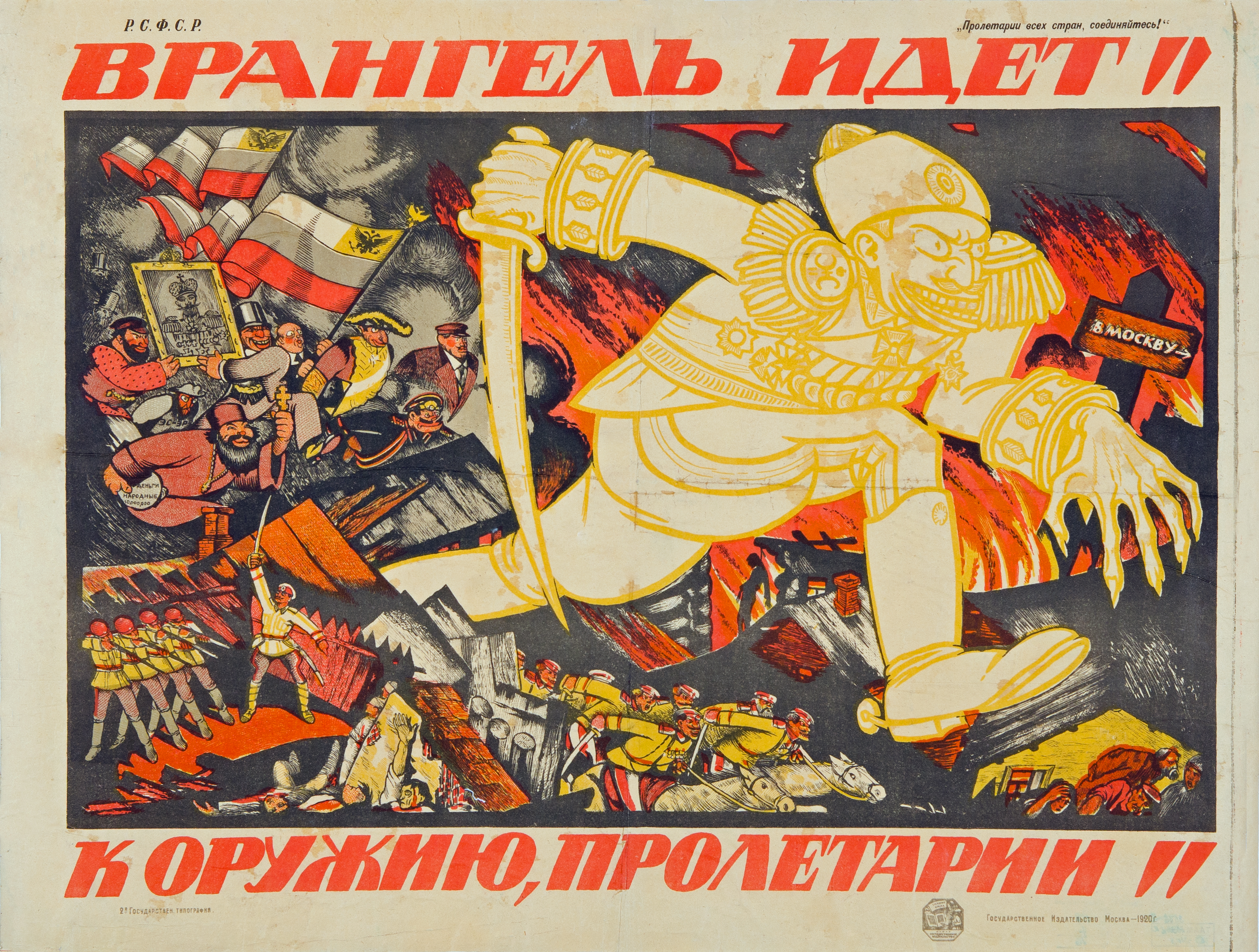
«Врангель идёт! К оружию, пролетарии!»
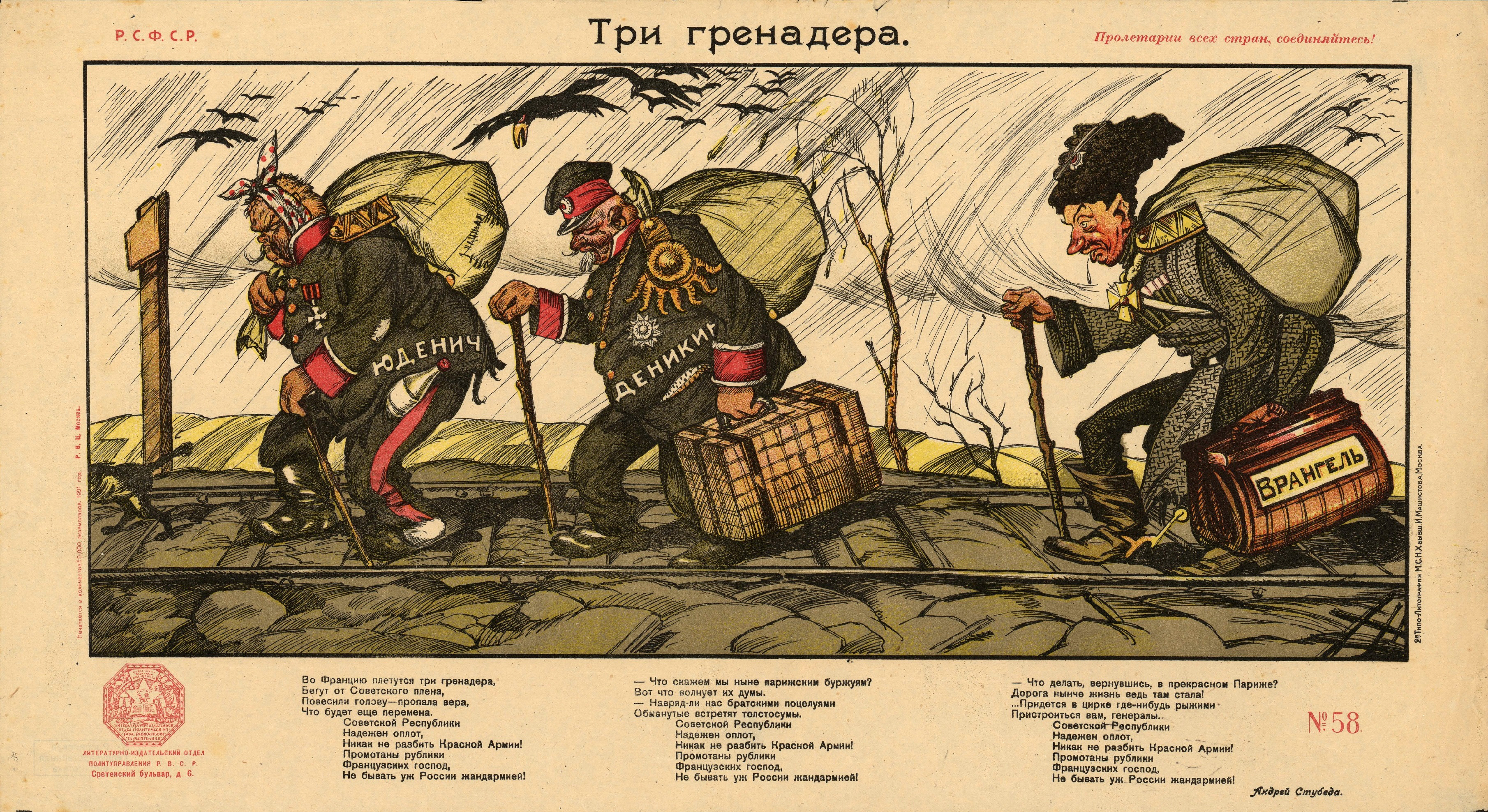
«Три гренадёра»

### Комментарии
1. ↑  Впоследствии за это Шиллинг был отдан Врангелем под суд, приговорён к смерти, позднее помилован